# Marie Émile Fayolle
Marie Emile Fayolle (ur. 14 maja 1852 w Le Puy, zm. 27 sierpnia 1928 w Paryżu) – Marszałek Francji.

## Życiorys
Kształcił się w szkole jezuickiej św. Michała w Saint-Étienne, politechnice i Oficerskiej Szkole Techniczno Artyleryjskiej. Stopień oficerski otrzymał w 1875 roku. Całą służbę wojskową odbył w artylerii, przechodząc wszystkie stanowiska do dowódcy brygady włącznie. Od 1904 roku profesor taktyki w Akademii Sztabu Generalnego. W maju 1914 roku zwolniony z wojska w stopniu generała brygady.
Z chwilą ogłoszenia mobilizacji w 1914 roku zgłosił się do służby. W sierpniu 1914 dowódca 70 Dywizji, na czele której walczył w wielu bitwach. Na początku czerwca 1915 roku zmienił na stanowisku dowódcy 33 Korpusu Armijnego gen. Philippe Pétaina. W 1916 roku dowódca 6 Armii. W walkach nad rzeką Sommą 6 Armia uzyskała szybkie powodzenie i jej korpusy (35 i kolonialny) osiągnęły rzekę 4 lipca 1916 roku. Tak szybkie natarcie nie było w planach dowództwa, dlatego Fayolle wydał rozkaz o wycofaniu korpusów. To wykorzystali Niemcy i podciągnęli rezerwy i umocnili pozycje. W dalszym natarciu brak uzgodnienia zadań i współdziałania pomiędzy 6 Armia i Armią brytyjska oraz umocnienie Niemców doprowadziło do braku powodzenia operacji, mimo wprowadzenia rezerw (7 KA). Do 10 lipca straty w 6 armii wynosił ponad 80 tys. żołnierzy. Dopiero 3 września przeprowadzono nowa operację. Po sześciu dniach walk Francuzi uzyskali powodzenie, dokonując wyłomu w obronie niemieckiej, w wyniku którego powstała luka. Jednak Fayolle, w związku z wykrwawieniem wojsk, nie mógł rozwinąć powodzenia i Niemcy 13 września zakryli lukę. Nowa operacja 25–27 września doprowadziła do wyjścia wojsk francuskich na wzgórza między rzekami Somma i Ancre. 18 listopada operacja została  przerwana.
W 1917 roku dowodził Grupą Armii Rezerwowych, a następnie wojskami francusko-brytyjskimi (6 dywizji) idącymi z pomocą Włochom po ich klęsce pod Caporetto. Na początku 1918 roku Fayolle dowodził Grupą Rezerwową (6 dywizji piechoty i 6 dywizji kawalerii) rozwiniętą na podejściach do Paryża za Północną i Środkową Grupami Armii. W drugiej połowie lipca 1918 roku w skład Grupy Rezerwowej Fayolla wchodziły 1, 3 i 10 Armie zajmując obronę od rzeki Lis do rzeki Ourcq. W czasie niemieckiego natarcia na Compien w sierpniu 1918 roku Fayolle został wyznaczony na dowódcę Rezerwowej Grupy Armii (6 i 10 Armie). W nocy z 10 na 11 sierpnia ześrodkował pięć dywizji, działanie których zerwało natarcie niemieckie. Po miesiącu, w czasie II bitwy nad Marną Fayolle znowu atakował wojska niemieckie ze skrzydła, na odcinku rzek: Aisne i Ourcq siłami 10 Armii, a 6 Armią w pasie między rzekami Ourcq i Marna. Te uderzenia miały decydujące znaczenia na przebieg bitwy.
Był delegatem Francji na konferencję, która organizowała Ligę Narodów.
W 1921 roku otrzymał polski Krzyż Srebrny Orderu Wojskowego Virtuti Militari nr 6049.